# 麦穗宁
麦穗宁是一种含氮有机化合物，化学式C11H8N2O，能用作杀真菌剂，被美国环境保护局（EPA）列入极度危险物质列表。